# Mittlereinzel
Mittlereinzel ist ein Gemeindeteil der Marktes Stammbach im Landkreis Hof (Oberfranken, Bayern). Mittlereinzel liegt in der Gemarkung Förstenreuth.

## Geografie
Die Einöde liegt in direkter Nachbarschaft zu Untereinzel im Südosten. Eine Gemeindeverbindungsstraße führt nach Förstenreuth zur Kreisstraße HO 35 (0,9 km westlich) bzw. die Bahnstrecke Bamberg–Hof unterquerend zur Kreisstraße HO 21 bei Loh (0,9 km südöstlich). Ein Anliegerweg verläuft parallel zur Bahnstrecke nach Obereinzel (0,5 km nördlich).

## Geschichte
Mittlereinzel gehörte zur Realgemeinde Förstenreuth. Gegen Ende des 18. Jahrhunderts bestand Mittlereinzel aus einem Anwesen. Die Hochgerichtsbarkeit stand dem bayreuthischen Vogteiamt Stammbach zu. Das bayreuthische Stiftskastenamt Himmelkron war Grundherr des Halbhofes.
Von 1797 bis 1810 unterstand Mittlereinzel dem Justiz- und Kammeramt Gefrees. Infolge des Ersten Gemeindeedikts wurde Mittlereinzel dem 1812 gebildeten Steuerdistrikt Stammbach und der zugleich entstandenen Ruralgemeinde Stammbach zugewiesen. 1840 erfolgte die Umgemeindung in die neu gebildete Ruralgemeinde Förstenreuth. Im Zuge der Gebietsreform in Bayern wurde Mittlereinzel am 1. Juli 1972 nach Stammbach eingemeindet.

### Einwohnerentwicklung
| Jahr      | 001812 | 001819 | 001861 | 001871 | 001885 | 001900 | 001925 | 001950 | 001961 | 001970 | 001987 |
| Einwohner | *      | *      | 6      | 12     | 11     | 10     | 6      | 11     | 6      | 4      | 2      |
| Häuser    |        |        |        |        | 1      | 1      | 1      | 1      | 1      |        | 1      |
| Quelle    | [ 6 ]  | [ 9 ]  | [ 10 ] | [ 11 ] | [ 12 ] | [ 13 ] | [ 14 ] | [ 15 ] | [ 16 ] | [ 17 ] | [ 1 ]  |

## Religion
Mittlereinzel ist evangelisch-lutherisch geprägt und nach St. Maria (Stammbach) gepfarrt.